# Vrbova
Vrbova es una localidad de Croacia situada en el municipio de Staro Petrovo Selo, en el condado de Brod-Posavina. Según el censo de 2021, tiene una población de 706 habitantes.

## Demografía
| Gráfica de población de Vrbova 1857-2021                           |
|                                                                    |
| Según los censos de población de la Oficina de Estadísticas Croata |